# فردریک کافین
فردریک کافین (انگلیسی: Frederick Coffin; ۱۶ ژانویهٔ ۱۹۴۳ – ۳۱ ژوئیهٔ ۲۰۰۳) یک هنرپیشه اهل ایالات متحده آمریکا بود.
از فیلم‌ها یا برنامه‌های تلویزیونی که وی در آن نقش داشته است می‌توان به جان‌سخت، زمان سرنوشت و به نظر می‌رسد می‌تواند بکشد اشاره کرد.